# 199953 Mingnaiben
199953 Mingnaiben è un asteroide della fascia principale. Scoperto nel 2007, presenta un'orbita caratterizzata da un semiasse maggiore pari a 2,3760315 UA e da un'eccentricità di 0,0919225, inclinata di 6,80126° rispetto all'eclittica.